# Moulin de Visse
Le moulin de Visse est situé sur le territoire de la commune de Maisnières à l'ouest du département de la Somme dans le pays du Vimeu. Il est mu par les eaux de la Vimeuse.

## Historique
Le moulin de Visse a été construit en 1837. L'édifice est protégé au titre des monuments historiques : inscription par arrêté du 14 décembre 1990. C'est un exemple rare en Picardie de moulin complet.
La roue à augets a été restaurée en 1992.

## Présentation

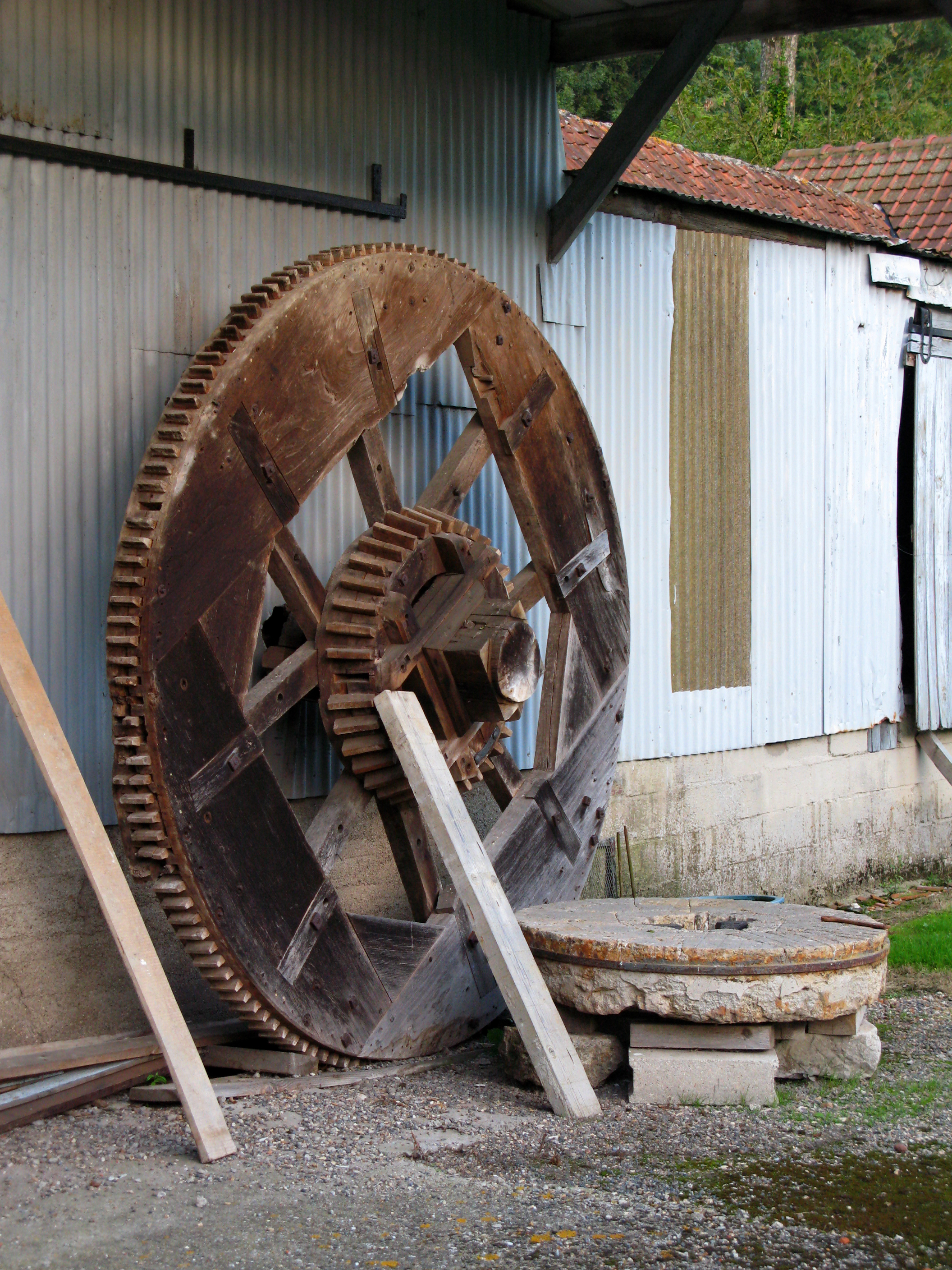

C'est un moulin à blé d'une chute de 3,8 mètres. Sa roue tourne mais ne produit pas. L'arbre et le mécanisme de transmission, ainsi que les engrenages internes (roues en fonte à alluchons de bois, cylindres et convertisseurs de marque Sloan et Cie) demeurent intacts et en parfait état de fonctionnement. Seules les meules (tous les équipements annexes sont conservés) se trouvent à l'extérieur du bâtiment. L'ensemble des dispositifs de bluterie et de nettoyage du grain est conservé. En amont, subsiste le vannage de décharge équipé de trois vannes.
Cette propriété d'un particulier est fermée à la visite mais reste visible de l'extérieur.